# Blake Martinez
Blake Edmon Martinez (* 9. Januar 1994 in Tucson, Arizona) ist ein US-amerikanischer American-Football-Spieler auf der Position des Linebackers. Er spielte für die Green Bay Packers, die New York Giants und die Las Vegas Raiders in der National Football League (NFL) und stand zuletzt bei den Pittsburgh Steelers unter Vertrag.

## Frühe Jahre
Martinez besuchte die Canyon del Oro High School in Oro Valley, Arizona. Dort war er in der Football-, Basketball- und Volleyballmannschaft der Schule aktiv. In der Footballmannschaft spielte er als Tight End, Runningback und als Linebacker. Auf letzterer Position war er besonders erfolgreich und wurde zweimal zum Southern Arizona Defensive Player of the Year gewählt. Nach seinem Highschoolabschluss erhielt er ein Stipendium der Stanford University, für die er von 2012 bis 2015 in der Footballmannschaft spielte. Dort war er in seinen ersten beiden Jahren nur Backup, wurde aber ab 2014 Stammspieler als Linebacker. Insgesamt kam er in 51 Spielen zum Einsatz und verzeichnete dabei 255 Tackles, 6,5 Sacks und 5 Interceptions. Zusätzlich konnte er auch 5 Fumbles erzwingen. Mit seinem Team war Martinez in seinen Jahren sehr erfolgreich. 2012, 2013 und 2015 konnten sie die Pacific-12 Conference gewinnen. Dazu kamen Siege im Rose Bowl 2012 und 2015 sowie ein Sieg im Foster Farms Bowl 2014. Martinez selbst wurde 2015 ins First-Team All-Pac-12 und ins Third-Team All-American gewählt.

## NFL

### Green Bay Packers
Beim NFL-Draft 2016 wurde Martinez in der 4. Runde an 131. Stelle von den Green Bay Packers ausgewählt. Dort wurde er direkt in seinem ersten Jahr ein wichtiger Spieler für sein neues Team. Sein NFL-Debüt gab er am 1. Spieltag der Saison 2016 beim 27:23-Sieg gegen die Jacksonville Jaguars, bei dem er 6 Tackles verzeichnete und direkt Starter war. Am 7. Spieltag konnte er beim 26:10-Sieg gegen die Chicago Bears die erste Interception seiner Karriere von Matt Barkley fangen. Bei der 25:47-Niederlage am 10. Spieltag konnte er insgesamt 10 Tackles verzeichnen, sein Saisonhöchstwert. Beim 31:24-Sieg gegen die Detroit Lions am letzten Spieltag der Saison 2016 erreichte er seinen ersten Sack, dieser war am Quarterback der Lions, Matthew Stafford. Insgesamt kam er während der Regular Season 2016 zu 13 Einsätzen, davon 9 als Starter. Da die Packers 10 Spiele gewannen und nur 6 verloren, konnten sie die NFC-North-Division gewinnen und sich somit für die Playoffs qualifizieren. Dort gab Martinez beim 38:13-Sieg gegen die New York Giants sein Debüt, bei dem er in der Startformation stand und 3 Tackles verzeichnete. Nach einem Sieg gegen die Dallas Cowboys in der 2. Runde erreichten die Packers das NFC Championship Game, bei dem sie allerdings den Atlanta Falcons mit 21:44 unterlagen. Martinez kam bei dem Spiel zum Einsatz und konnte 2 Tackles verzeichnen.
In der Saison 2017 wurde er nun fester Stammspieler für die Packers. Er kam in allen 16 Saison zum Einsatz, stets als Starter. Am 7. Spieltag konnte er bei der 17:26-Niederlage gegen die New Orleans Saints 16 Tackles erreichen, sein Karrierehöchstwert. Am darauffolgenden Spieltag konnte er bei der 17:30-Niederlage gegen die Detroit Lions seinen ersten Fumble erzwingen, und zwar von Runningback Ameer Abdullah. Auch am 12. Spieltag hatte er ein starkes Spiel. Bei der 28:31-Niederlage gegen die Pittsburgh Steelers konnte er 15 Tackles verzeichnen und zusätzlich eine Interception von Ben Roethlisberger fangen. Mit 144 Tackles hatte er am Ende der Saison die meisten Tackles aller Spieler, zusammen mit Preston Brown von den Buffalo Bills und Joe Schobert von den Cleveland Browns. Die Rolle als Stammspieler behielt er auch in der Saison 2018. Bei der 23:31-Niederlage gegen die Detroit Lions am 5. Spieltag konnte er 2 Sacks an Matthew Stafford verzeichnen, sein Karrierehöchstwert an Sacks in einem Spiel. Obwohl noch während der Saison Head Coach Mike McCarthy entlassen wurde und 2019 mit Matt LaFleur ein neuer Cheftrainer kam, änderte sich nichts an Martinez Status als Stammspieler. Er kam in fast jedem Spiel durchgehend in der Defense zum Einsatz. Am 17. Spieltag konnte er beim 23:20-Sieg gegen die Detroit Lions eine Interception von David Blough fangen. Mit dem neuen Cheftrainer konnten die Packers wieder eine erfolgreiche Saison spielen und mit 13 Siegen und 3 Niederlagen die NFC North gewinnen. In den Playoffs trafen sie in der 2. Runde auf die Seattle Seahawks, gegen die sie sich mit 28:23 durchsetzen konnten. Martinez hatte 10 Tackles, bislang sein Höchstwert in einem Postseasonspiel. Im darauffolgenden NFC Championship Game gegen die San Francisco 49ers verloren die Packers jedoch mit 20:37. Martinez war auch in beiden Spielen Starter. Nach der Saison wurde er ein Free Agent.

### New York Giants
Am 26. März 2020 unterschrieb Martinez einen Vertrag über drei Jahre und 30 Millionen US-Dollar bei den New York Giants. Dort gab er sein Debüt am 1. Spieltag der Saison 2020 bei der 16:26-Niederlage gegen die Pittsburgh Steelers, bei der er 13 Tackles verzeichnete. In den beiden darauffolgenden Spielen konnte er je einen Sack verzeichnen. Am 9. Spieltag fing er beim 23:20-Sieg gegen das Washington Football Team seine erste Interception für die Giants, diesmal von Alex Smith. Am letzten Spieltag konnte er beim 23:19-Sieg gegen die Dallas Cowboys 11 Tackles und einen Sack erreichen. Durch den Sieg konnten sie kurzzeitig die Playoffchancen wahren, allerdings gewann das Washington Football Team gegen die Philadelphia Eagles, wodurch diese letzten Endes in die Playoffs einzogen. Sie beendeten die Saison mit 6 Siegen bei 10 Niederlagen, Martinez war in allen 16 Spielen Starter. Zu Beginn der Saison 2021 kehrte er als Stammspieler zu den Giants zurück. So konnte er am bei der 29:30-Niederlage gegen das Washington Football Team 12 Tackles verzeichnen. Am 3. Spieltag der Saison 2021 zog er sich jedoch bei der 14:17-Niederlage gegen die Atlanta Falcons am Anfang des Spiels einen Kreuzbandriss zu. Er wurde auf die Injured Reserve Liste gesetzt und verpasste die gesamte restliche Saison verletzungsbedingt. Im Rahmen der finalen Kaderverkleinerung wurde er am 1. September 2022 entlassen, nachdem er es in den ursprünglichen 53-Mann-Kader geschafft hatte.

### Las Vegas Raiders
Am 4. Oktober 2022 nahmen die Las Vegas Raiders Martinez zunächst für ihren Practice Squad unter Vertrag. Er bestritt vier Spiele für die Raiders, bevor er am 10. November 2022 sein Karriereende erklärte.

### Carolina Panthers
Im Oktober 2023 startete Martinez einen Comebackversuch und schloss sich am 6. November 2023 dem Practice Squad der Carolina Panthers an.

### Pittsburgh Steelers
Am 22. November 2023 nahmen die Pittsburgh Steelers Martinez für ihren aktiven Kader unter Vertrag. Für die Steelers kam er zu einem Einsatz: Bei der 18:21-Niederlage gegen die New England Patriots am 14. Spieltag war er sogar Starter und konnte vier Tackles verzeichnen. Nach der Saison wurde er wieder ein Free Agent.

## Privates
Blake Martinez ist leidenschaftlicher Sammler von Pokémon-Karten. Vor seinem zwischenzeitlichen Karriereende 2022/23 hatte er eine einzelne Karte des Pokémons Pikachu für einen Betrag von $672.000 verkauft, insgesamt gab er an, einen Umsatz von über 11 Millionen US-Dollar erzielt zu haben. Im August 2023 wurde er jedoch von Whatnot, einer Website, auf der man Karten verkaufen kann, gesperrt, weil er gegen die AGB verstoßen haben soll.

## Karrierestatistiken
| Legende | Legende            |
| ------- | ------------------ |
| Fett    | Karrierehöchstwert |

### Regular Season
| Saison                             | Team             | Spiele | Spiele  | Tackles | Tackles | Tackles | Tackles | Tackles  | Interceptions | Interceptions | Interceptions | Interceptions | Interceptions | Interceptions | Fumbles   | Fumbles  |
| Saison                             | Team             | Gesamt | Starter | Gesamt  | Solo    | Assist  | Sack    | Safeties | PD            | Int           | Yards         | Avg           | Lang          | TD            | erzwungen | recovert |
| ---------------------------------- | ---------------- | ------ | ------- | ------- | ------- | ------- | ------- | -------- | ------------- | ------------- | ------------- | ------------- | ------------- | ------------- | --------- | -------- |
| 2016                               | Packers          | 13     | 9       | 69      | 47      | 22      | 1,0     | 0        | 4             | 1             | 4             | 4,0           | 4             | 0             | 0         | 0        |
| 2017                               | Packers          | 16     | 16      | 144     | 96      | 48      | 1,0     | 0        | 8             | 1             | 3             | 3,0           | 3             | 0             | 1         | 2        |
| 2018                               | Packers          | 16     | 16      | 144     | 92      | 52      | 5,0     | 0        | 3             | 0             | 0             | 0,0           | 0             | 0             | 0         | 0        |
| 2019                               | Packers          | 16     | 16      | 155     | 97      | 58      | 3,0     | 0        | 2             | 1             | 22            | 22,0          | 22            | 0             | 1         | 0        |
| 2020                               | Giants           | 16     | 16      | 140     | 75      | 65      | 3,0     | 0        | 5             | 1             | 2             | 2,0           | 2             | 0             | 2         | 1        |
| 2021                               | Giants           | 3      | 3       | 23      | 11      | 12      | 0,0     | 0        | 0             | 0             | 0             | 0,0           | 0             | 0             | 0         | 0        |
| 2022                               | Raiders          | 4      | 2       | 20      | 14      | 6       | 0,0     | 0        | 0             | 0             | 0             | 0,0           | 0             | 0             | 0         | 0        |
| 2023                               | Steelers         | 1      | 1       | 4       | 2       | 2       | 0,0     | 0        | 0             | 0             | 0             | 0,0           | 0             | 0             | 0         | 0        |
| Gesamte Karriere                   | Gesamte Karriere | 85     | 79      | 710     | 444     | 266     | 13,0    | 0        | 22            | 4             | 31            | 7,8           | 22            | 0             | 4         | 3        |
| Quelle: pro-football-reference.com |                  |        |         |         |         |         |         |          |               |               |               |               |               |               |           |          |

### Postseason
| Saison                             | Team             | Spiele | Spiele  | Tackles | Tackles | Tackles | Tackles | Tackles  | Interceptions | Interceptions | Interceptions | Interceptions | Interceptions | Interceptions | Fumbles   | Fumbles  |
| Saison                             | Team             | Gesamt | Starter | Gesamt  | Solo    | Assist  | Sack    | Safeties | PD            | Int           | Yards         | Avg           | Lang          | TD            | erzwungen | recovert |
| ---------------------------------- | ---------------- | ------ | ------- | ------- | ------- | ------- | ------- | -------- | ------------- | ------------- | ------------- | ------------- | ------------- | ------------- | --------- | -------- |
| 2016                               | Packers          | 3      | 1       | 5       | 4       | 1       | 0,0     | 0        | 0             | 0             | 0             | 0,0           | 0             | 0             | 0         | 0        |
| 2019                               | Packers          | 2      | 2       | 19      | 13      | 6       | 0,0     | 0        | 0             | 0             | 0             | 0,0           | 0             | 0             | 0         | 0        |
| Gesamte Karriere                   | Gesamte Karriere | 5      | 3       | 24      | 17      | 7       | 0,0     | 0        | 0             | 0             | 0             | 0,0           | 0             | 0             | 0         | 0        |
| Quelle: pro-football-reference.com |                  |        |         |         |         |         |         |          |               |               |               |               |               |               |           |          |